# Kristin Hersh
Pour les articles homonymes, voir Hersh.
Kristin Hersh (née le 7 août 1966) est une chanteuse-autrice-compositrice américaine célèbre et prolifique qui exécute des concerts solo acoustiques. Elle a également été chanteuse et guitariste dans le groupe de rock alternatif Throwing Muses et est actuellement leader du trio power pop influence punk : 50 foot Wave.
Ses chansons les plus connues sont Your Ghost et Bright Yellow Gun, lesquelles ont connu un succès commercial sur le territoire américain au milieu des années 1990.

## Biographie

### Débuts musicaux
Née à Atlanta, elle grandit à Newport, Rhode Island. Elle a étudié la guitare à 9 ans grâce à son père, W. J. Hersh, ce qui l'amène à écrire des chansons peu après. Adolescente, elle forme Throwing Muses au début des années 1980 avec sa demi-sœur Tanya Donelly et d'autres amis de lycée. Elle commence à chanter et à écrire la plupart des titres des Throwing Muses sur des tempos changeants, Tanya Donelly chantant aussi et écrivant certaines des chansons. Le groupe signe avec le label indépendant britannique 4AD après quelques années avant de signer avec Sire/Reprise Records pour le second album. Ils commencent alors à tourner aux États-Unis et en Europe tout en sortant des albums rock acclamés par la critique[réf. nécessaire], Hersh restant toujours la principale auteur-compositeur du groupe.
Quelques interviews décrivent, à l'époque, que la première motivation de Kristin à écrire est l'audition de sons dans son esprit, comme si ses chansons commençaient « à s'écrire », devenant de temps en temps des présences à part entière dans sa propre vie, des voix intérieures la hantant. Elle déclare qu'entendre « les bouts de chansons » flotter ensemble dans son esprit la contraignait à prendre ces morceaux et en faire des chansons. Elle affirme : « si je ne transforme pas ces idées en chansons, ils peuvent être coincés en moi et me rendre malade ».

### En groupe ou en solo, naissance d'une réputation
Throwing Muses devient un trio quand Donelly quitte le groupe après l'année 1991 et la sortie de The Real Ramona. En 1994, Elle commence une carrière complémentaire pour Sire/Reprise et 4AD comme un interprète solo (en acoustique), commençant avec Hips and Makers par un album arrangé autour de ses chants, guitare et un violoncelliste, par contraste avec le son électrique de son groupe précédent. Michael Stipe de R.E.M. fera une apparition sur ce premier album solo.
Vive et expressive, l'écriture de Kristin se concentre sur des sujets en rapport avec sa famille. Tandis que son travail reflète son expérience personnelle, elle a dit qu'elle écrit d'un point de vue extérieur à sa personnalité pour que ses paroles ne soient pas littéralement autobiographiques.
Le New-York Times a noté les explorations d'Hersh « de la colère, l'agression et le chaos mental » comme la preuve qu'il y avait au moins quelques artistes de musique rock féminins au début des années 1990 qui luttaient contre le clivage des sexes et des genres pour exprimer « plus que la simple vulnérabilité ou le défi » dans leur travail.
Hersh, dépeinte à ses débuts comme une artiste torturée « canalisant » ses chansons de son psychisme, a mentionné que « la jeune femme fâchée » la fascination de quelques auteurs dans l'examen du travail d'interprètes féminins a de temps en temps mené aux stéréotypes plutôt que des portraits tridimensionnels respectant leur intelligence. Avant le milieu des années 1990, les journalistes ont reconnu son côté « féroce, débrouillard et imaginatif », les paroles incluant « de l'amour émotionnel et physique » combiné avec « la perplexité elliptique ».
Après avoir reçu un certain nombre de diffusions radio et une couverture médias d'envergure pour l'album des Throwing Muses University en 1995, Hersh va chez Rykodisc en 1996 pour l'album des Throwing Muses in Limbo et son album solo de 1998 Strange Angels. Le manager O'Connell crée le label ThrowingMusic en 1996 pour copublier certains projets en rapport avec Kristin, incluant finalement un service d'abonnement de téléchargement appelé Travaux en Cours pour des sorties disponibles seulement via le site Web du label ThrowingMusic. Après 1998, elle a principalement travaillé sur des projets solo pour 4AD jusqu'au début 2000.

## Discographie

### Throwing Muses
Ne sont listés ici que les albums des Throwing Muses. Pour plus de détails sur les productions du groupe, voir la page dédiée à celui-ci
albums
- 1985 : Throwing Muses  (publié sur le label Blowing Fuses)
- 1985 : The Doghouse Cassette
- 1986 : Throwing Muses
- 1987 : The Fat Skier
- 1988 : House Tornado
- 1989 : Hunkpapa
- 1991 : The Real Ramona
- 1992 : Red Heaven
- 1992 : The Curse
- 1995 : University
- 1996 : Limbo
- 1998 : In a doghouse
- 2003 : Throwing muses
- 2011 : Anthology
- 2013 : Purgatory/Paradise
- 2020 : Sun Racket
- 2025: Moonlight Concessions

singles
- 1987 : Chainschanged
- 1989 : Dizzy
- 1991 : counting backwards
- 1991 : Not to soon
- 1992 : Firepile E.P part one
- 1992 : Firepile E.P part two
- 1994 : Bright yellow gun
- 1996 : Shark
- 1997 : Freeloader

### 50 Foot Wave
- 2004 : Bug E.P
- 2005 : Golden Ocean
- 2006 : Free music E.P
- 2009 : Power + Light
- 2012 : With Love From The Men's Room
- 2022 : Black Pearl

### Solo
Albums
- 1994 : hips and makers
- 1998 : Strange angels
- 1998 : Murder misery and goodnight
- 1999 : Sky motel
- 2001 : Sunny border blue
- 2003 : the grotto
- 2007 : Learn to sing like a star
- 2008 : Speedbath  sous Licence Creative Commons
- 2010 : Crooked
- 2012 : Spark Meet Gasoline
- 2018 : Possible Dust Clouds

Singles
- 1994 : your ghost
- 1994 : Strings
- 1995 : The holy single
- 1998 : Like you
- 1999 : Echo
- 1999 : Cleaner light
- 2007 : In shock

## Vie privée
Kristin a quatre fils (Dylan, Ryder, Wyatt et Bodhi), et a été mariée durant 25 ans à son manager Billy O'Connell, jusqu’à leur divorce en 2013.
À l’âge de 16 ans, une voiture heurte son vélo, elle subit une double commotion cérébrale qui affecte sa manière d’entendre les sons. Elle commence à entendre une musique intérieure qu’elle décrira plus tard comme une forme de « possession ». Ce bruit continu est une forme d’acouphène, les diagnostics incluront la schizophrénie, puis le trouble bipolaire. Elle subit un traitement psychiatrique à base de lithium. Au cours des ans, elle 
tente divers traitements, dont l’acupuncture. Elle affirme dès 2013 avoir été guérie grâce à une thérapie du stress post-traumatique nommée intégration neuro-émotionnelle par les mouvements oculaires (acronyme anglais EMDR),.